# Inatura
Die inatura (offiziell inatura – Erlebnis Naturschau Dornbirn) ist ein naturgeschichtliches Landesmuseum in der österreichischen Stadt Dornbirn. Es ging im Jahr 2003 aus der vormaligen Vorarlberger Naturschau hervor und wurde auf dem Gelände der ehemaligen Rüsch-Werke im neuen Dornbirner Stadtgarten eingerichtet.
Es ist eines der drei Landesmuseen Vorarlbergs und galt bei seiner Eröffnung als das größte und modernste Naturmuseum im Bodenseeraum; nachdem 2016 das neue Naturmuseum St. Gallen eröffnet wurde, müssen die beiden Museen sich den Platz teilen. Das inatura-Museum enthält ein Dokumentationszentrum über die Natur Vorarlbergs sowie eine interaktive „Erlebnisausstellung“.

## Vorgeschichte des Museums

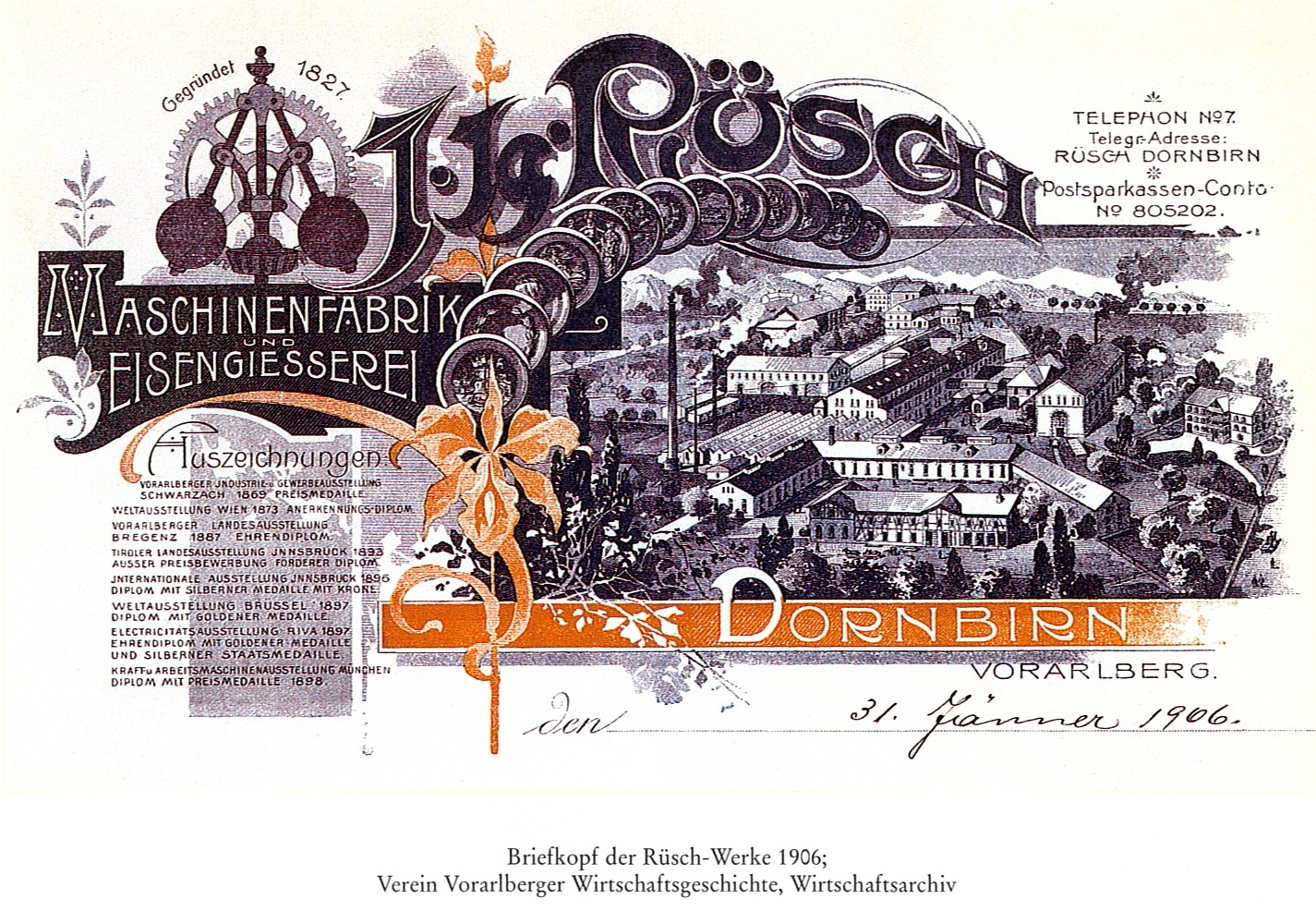
Gesamtansicht der Rüsch-Werke auf einem Briefkopf von 1906

Das Museum geht zurück auf Siegfried Fussenegger, der seit 1934 zuerst in der alten Fronfeste in Dornbirn und später in der ehemaligen Viehmarkthalle ein privates naturgeschichtliches Museum („Schau der Naturgeschichte Vorarlbergs“) einrichtete, das 1957 von der Stadt Dornbirn und dem Land Vorarlberg übernommen wurde. Fussenegger wurde Leiter der nun „Vorarlberger Naturschau“ genannten Sammlung, deren Neubau 1960 eröffnet werden konnte.

## Geschichte des Fabrikgeländes und Museums-Umnutzung
Die Stadt Dornbirn begann 1997 mit der Planung und Konzeption eines neuen Naturmuseums. Als Standort wählte man das zentral gelegene Gelände der ehemaligen Gießerei, Maschinen- und Wasserturbinenfabrik Rüsch-Werke, die 1827 von Josef Ignaz Rüsch (1794–1855) in Dornbirn gegründet, unter seinem Sohn Alfred Rüsch 1857 an die jetzige Stelle verlegt und dort bis 1984 betrieben wurden.
Mit dem Um- und Ausbau der Rüsch-Werke zum Museum wurde im Herbst 2000 begonnen, die Einweihung der inatura erfolgte im Juni 2003. Die Architekturplanung stammt von HK Architekten (Schwarzach) zusammen mit dem Architekturbüro Christian Lenz (Schwarzach) und Dietrich Unterfaller Architekten (Bregenz). Die Ausstellungsfläche umfasst etwa 3.000 m². Rund um das Museum wurde ein etwa 25.000 m² großer Park, der Stadtgarten, errichtet.
(Siehe auch: Kleinwasserkraftwerk Stadtgarten mit Zuppinger-Wasserrad.)

## Museumskonzeption und Schwerpunkte
Das Ausstellungskonzept orientiert sich an den für Vorarlberg typischen Lebensräumen Gebirge, Wald und Wasser. Die Dauerausstellung „Das Wunder Mensch“ erklärt die Vorgänge in unserem Körper. Besonderheiten der inatura sind interaktive Zonen zur Erklärung von technischen und physikalischen Phänomenen.
Ein Museumsshop, ein Restaurant mit Gastgarten, eine naturwissenschaftliche Fachbibliothek als Ausleihbibliothek und eine museumspädagogische Abteilung sind an das Museum angeschlossen.

## Weitere Aktivitäten

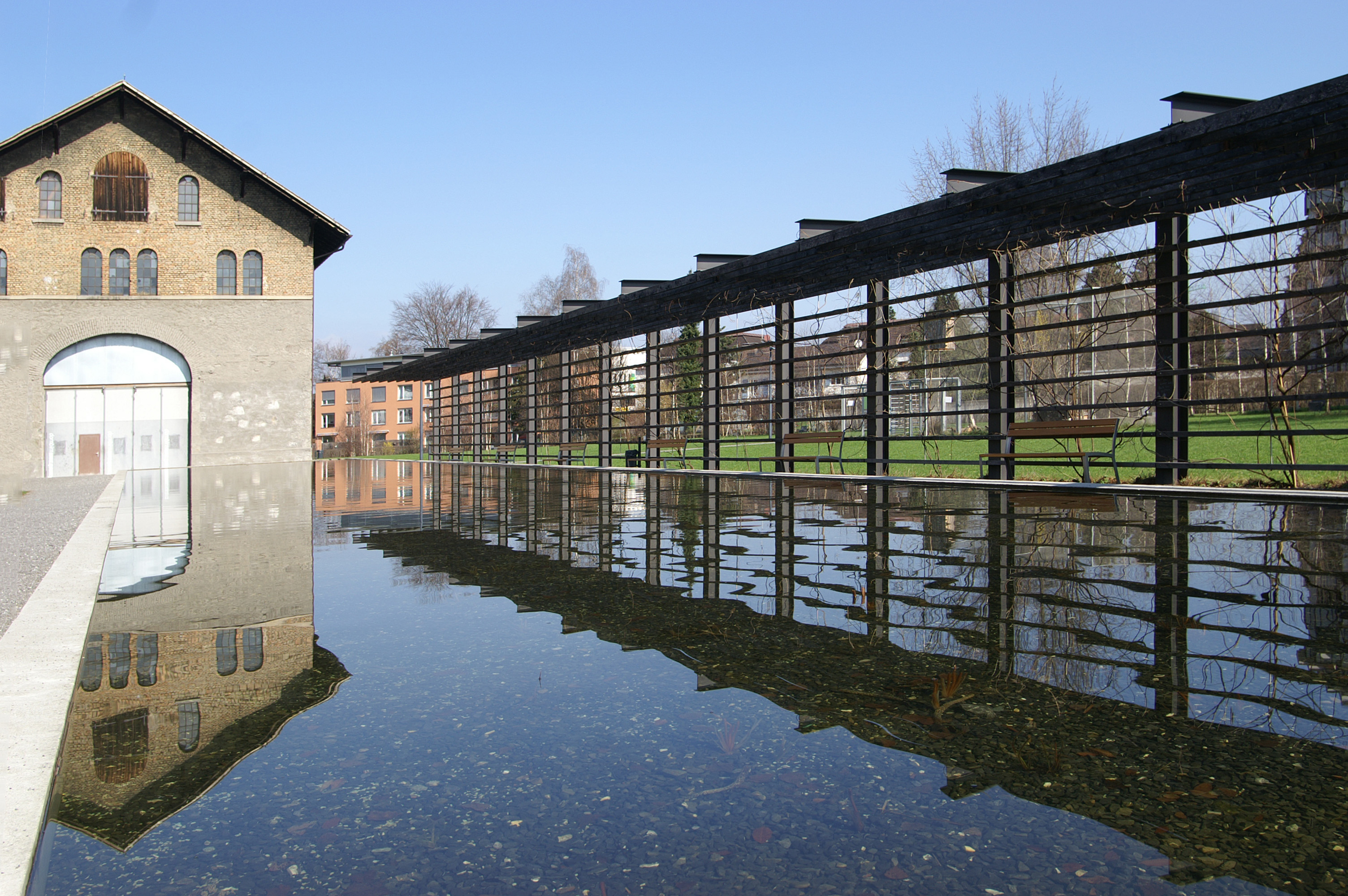
Der Wassergarten im Außenbereich der inatura (2006)

Die inatura ist das Dokumentationszentrum der Natur Vorarlbergs. Sie sammelt zentral naturwissenschaftliches Daten- und Belegmaterial mit Landesbezug. Aus allen diesen Informationen lassen sich Verbreitung und Gefährdung einer Tier- oder Pflanzenart ermitteln. 
Die inatura ist auch verantwortlich für die Organisation und Durchführung von Ausstellungen und sonstigen Veranstaltungen zu naturkundlichen Themen in ganz Vorarlberg.
Das Museum ist zudem Herausgeber verschiedene Publikationen über die Natur und Umwelt in Vorarlberg wie die Schriftenreihe „Vorarlberger Naturschau, forschen und entdecken“ über aktuelle Forschungsergebnisse mit Landesbezug oder die im Auftrag der Vorarlberger Landesregierung erstellten „Roten Listen“.

## Auszeichnungen
Die inatura erhielt 2005 den Förderungspreis des Österreichischen Museumspreises. 2006 wurde der inatura in Lissabon bei dem 29. „Museum of the Year Award“ die „special recommendation“ (Spezialpreis) verliehen, die zweithöchste Auszeichnung des Europäischen Museumspreises.

## Organisation
Gesellschafter der inatura sind das Land Vorarlberg und die Stadt Dornbirn. Der Betrieb wird von der inatura Erlebnis Naturschau GmbH in Dornbirn geführt.
Seit 1. April 2011 ist Ruth Swoboda als wissenschaftliche Leiterin der inatura bestellt.

## Besucherzahlen
Die inatura ist seit mehreren Jahren das mit Abstand meistbesuchte Museum Vorarlbergs. Nach 15 Jahren Betrieb wurde am 23. Juli 2018 der insgesamt 1,5-millionste Besucher gezählt.
Ausgewählte Besucherzahlen aus vergangenen Jahren:
- 2007: 81.151[19]
- 2009: 86.128[20]
- 2010: 114.769[21]
- 2013: 104.818[22]
- 2016: 107.000[23]
- 2018: 103.200[24]
- 2019: 120.000[25]
- 2020: 59.263[26] Eigenen Angaben zufolge ist die Halbierung der Besucherzahlen auf die Lockdownphasen infolge der COVID-19-Pandemie zurückzuführen.[26]

## Fotogalerie

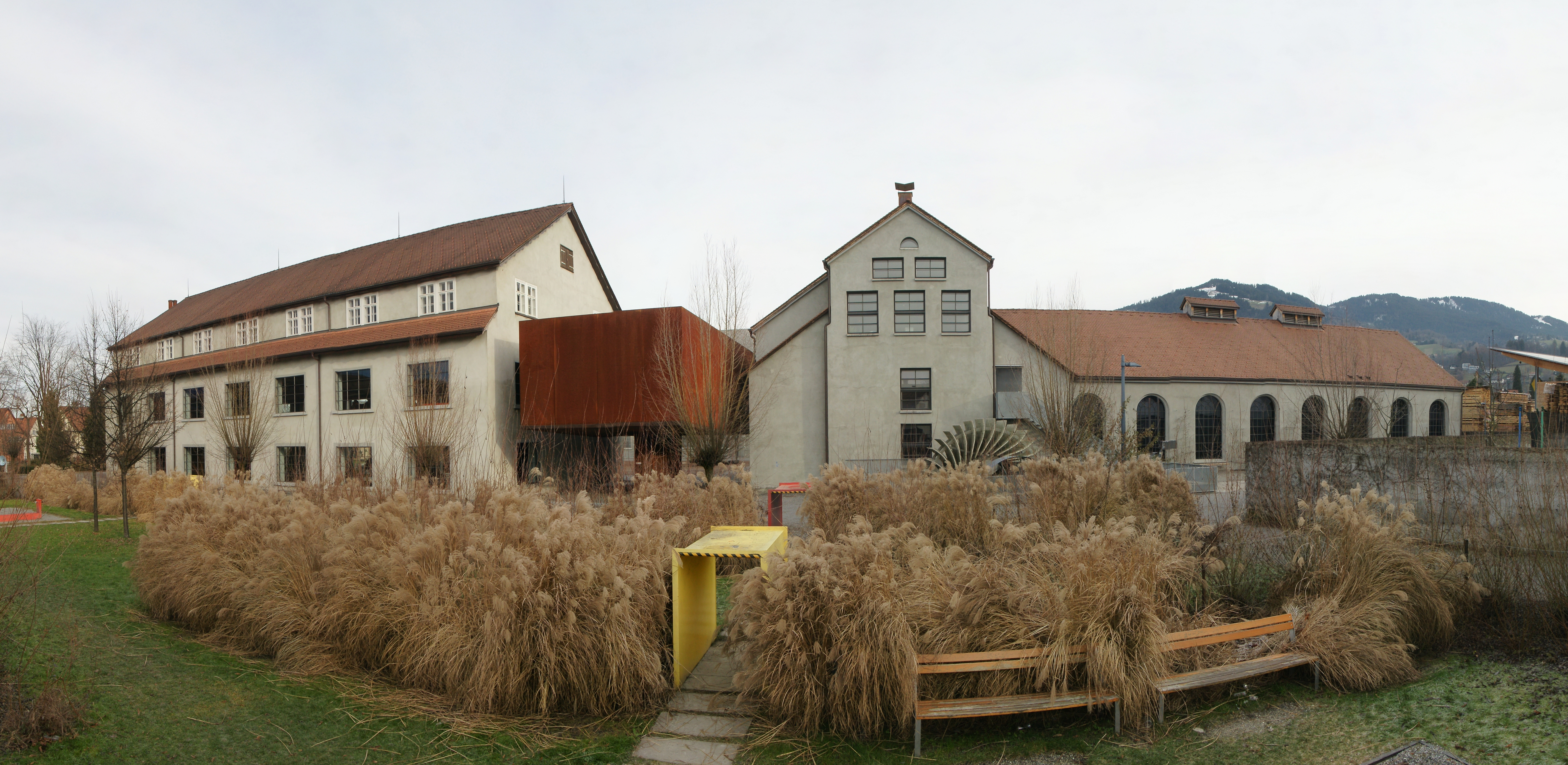
Panoramaaufnahme des inatura-Geländes
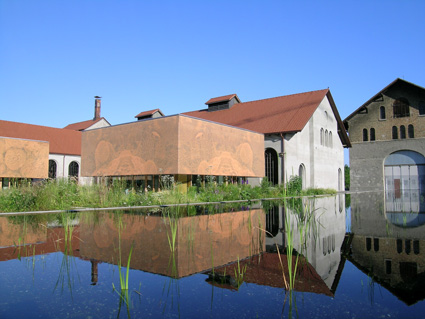
Teich
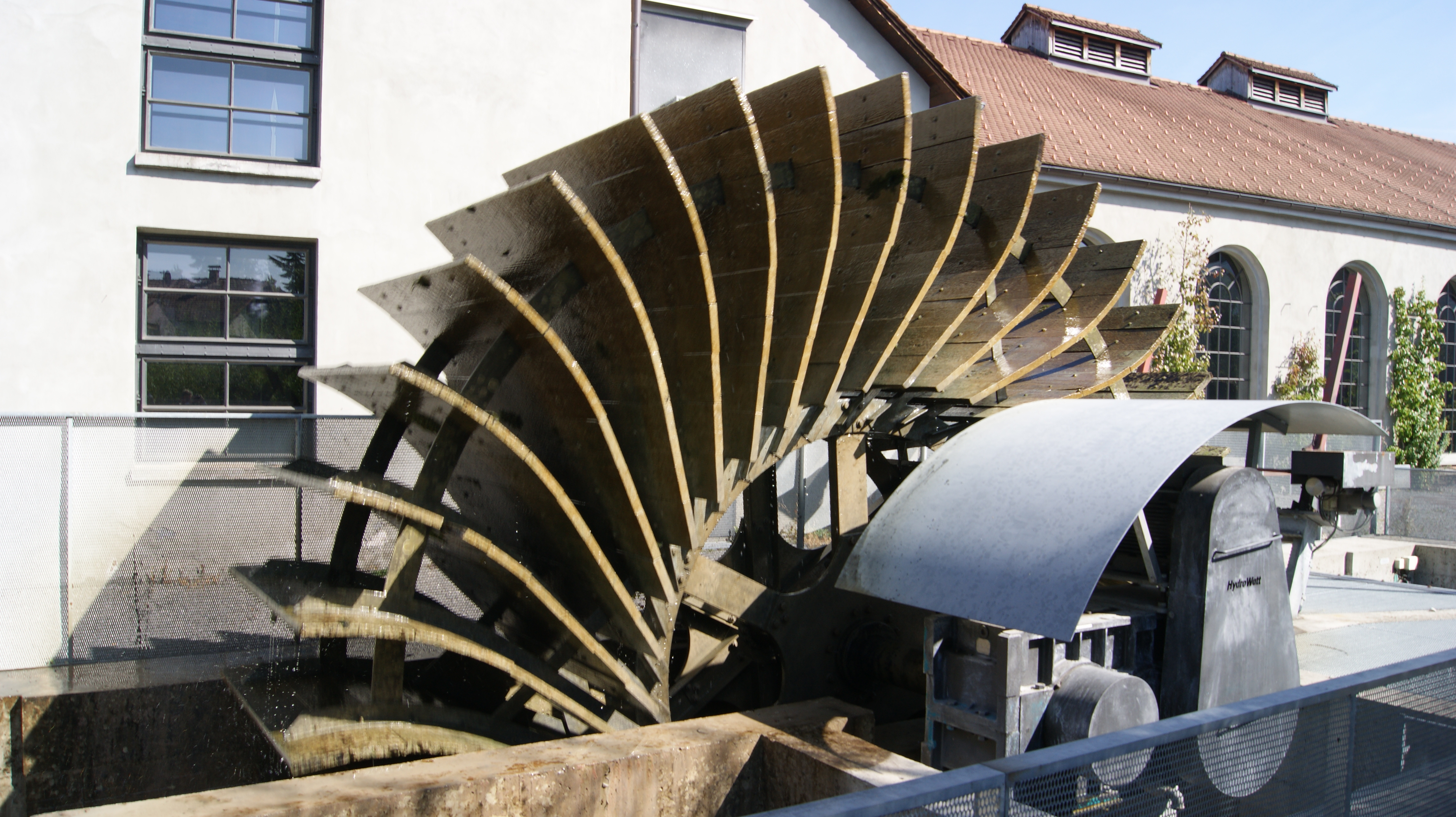
Inatura Wasserrad
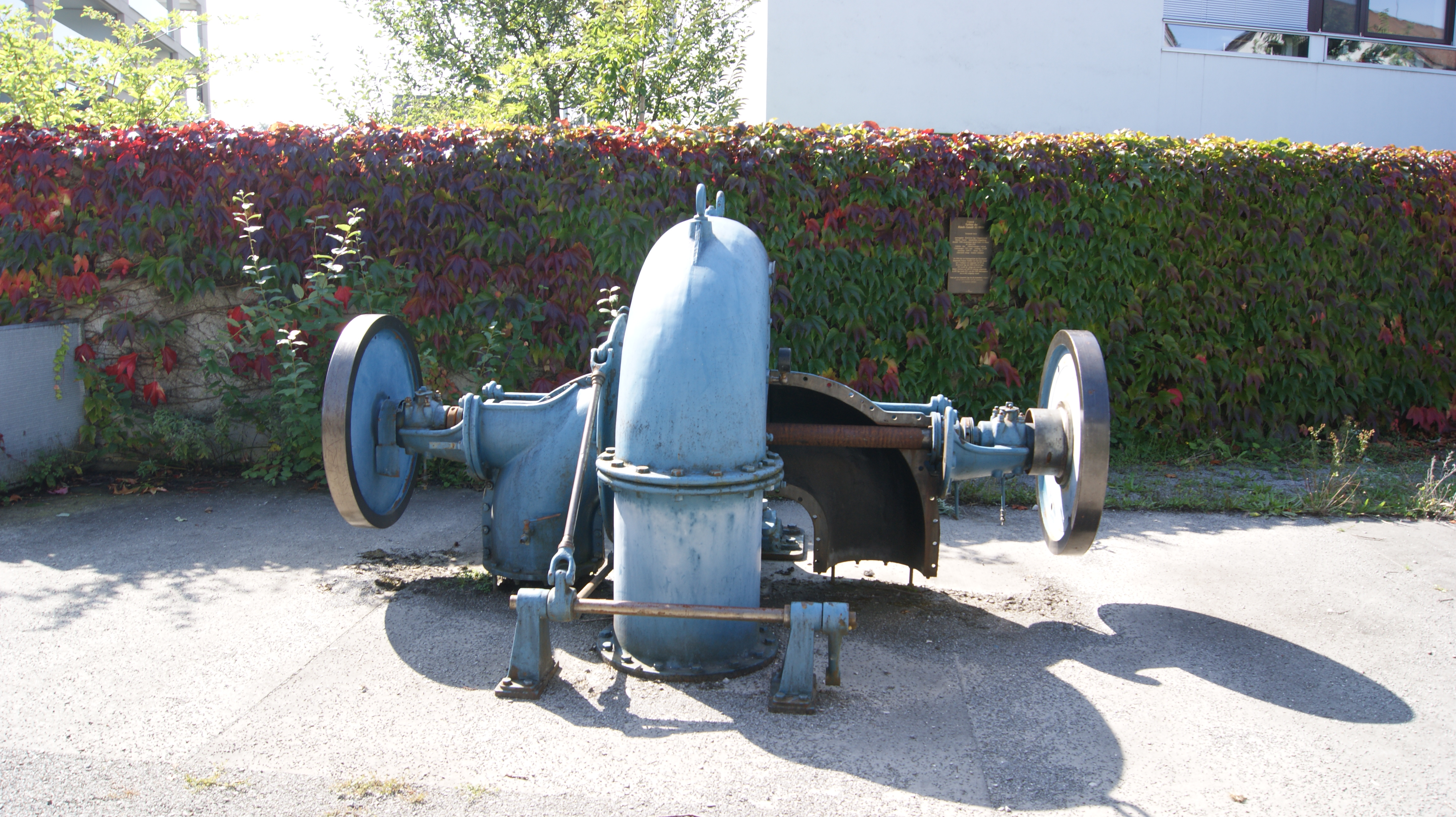
Ausstellungsstück: Turbine
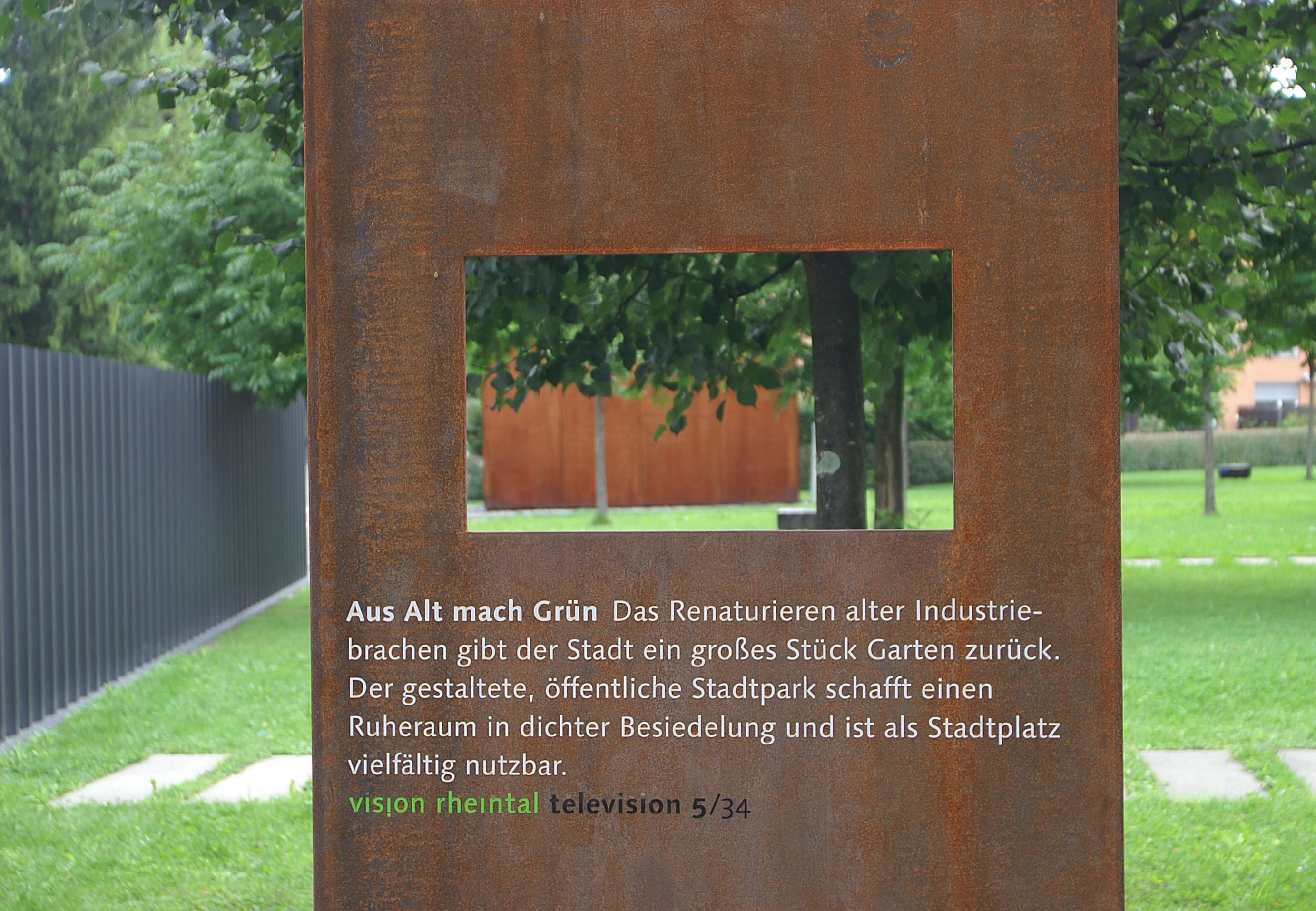
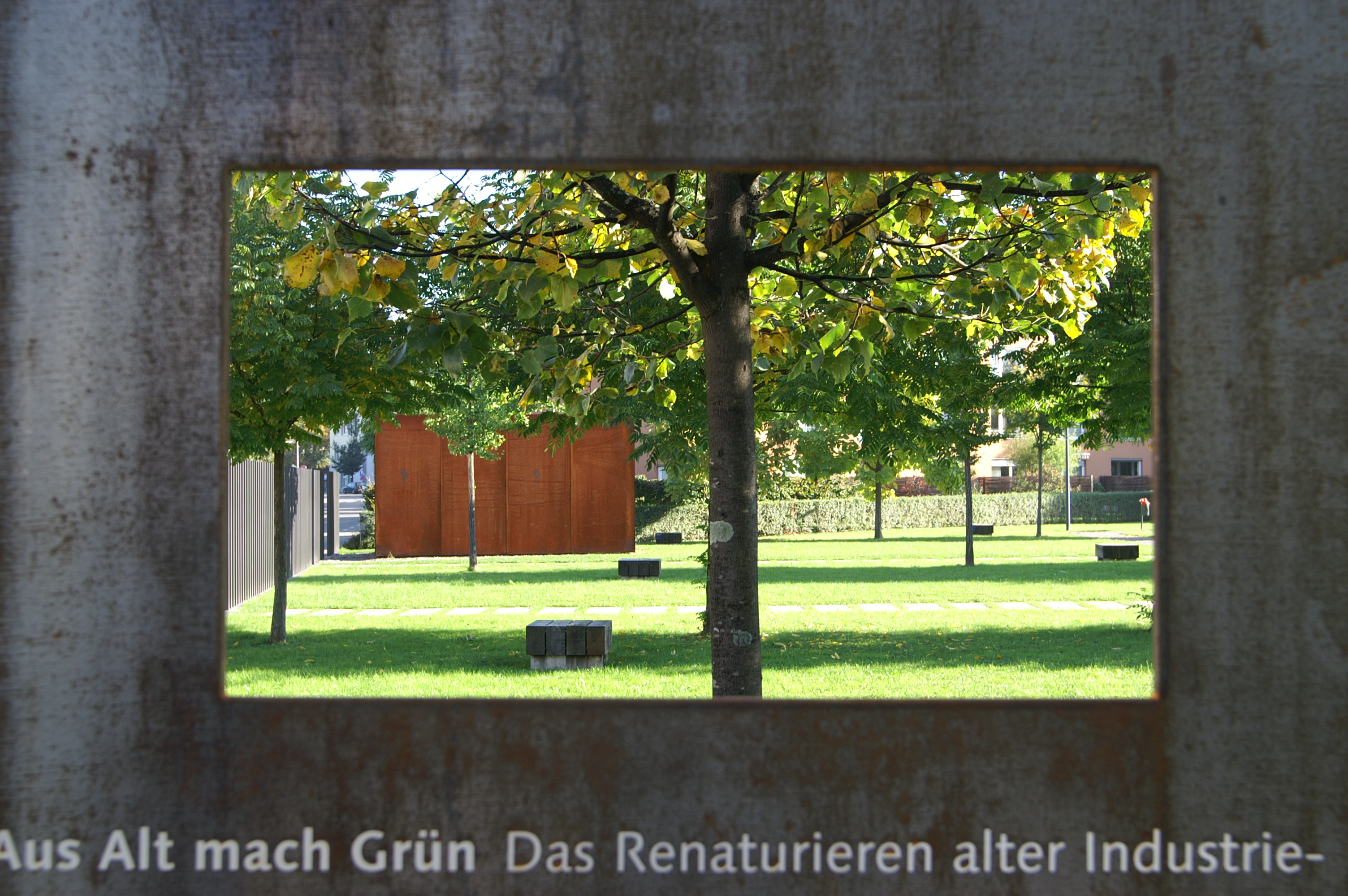
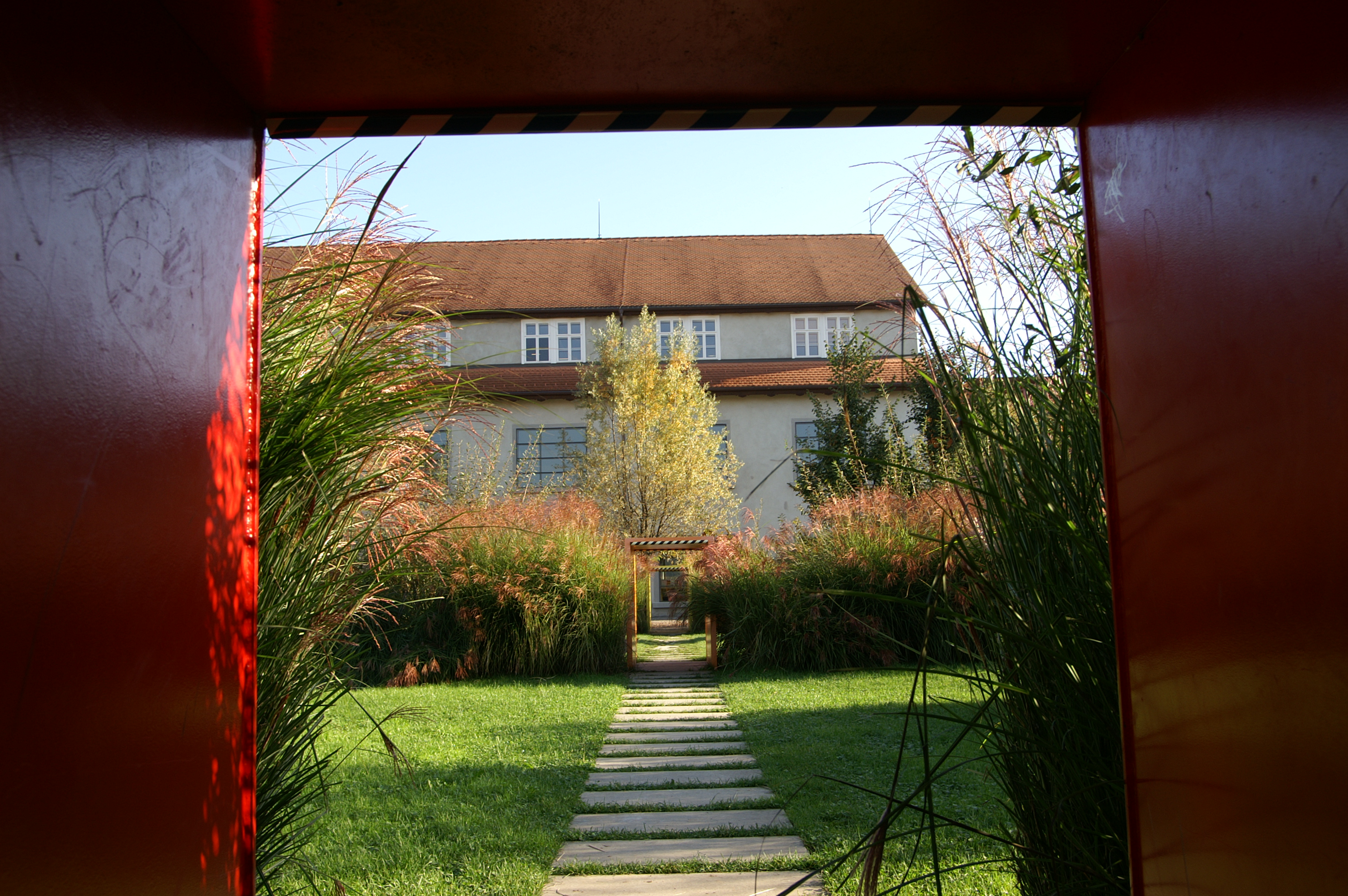
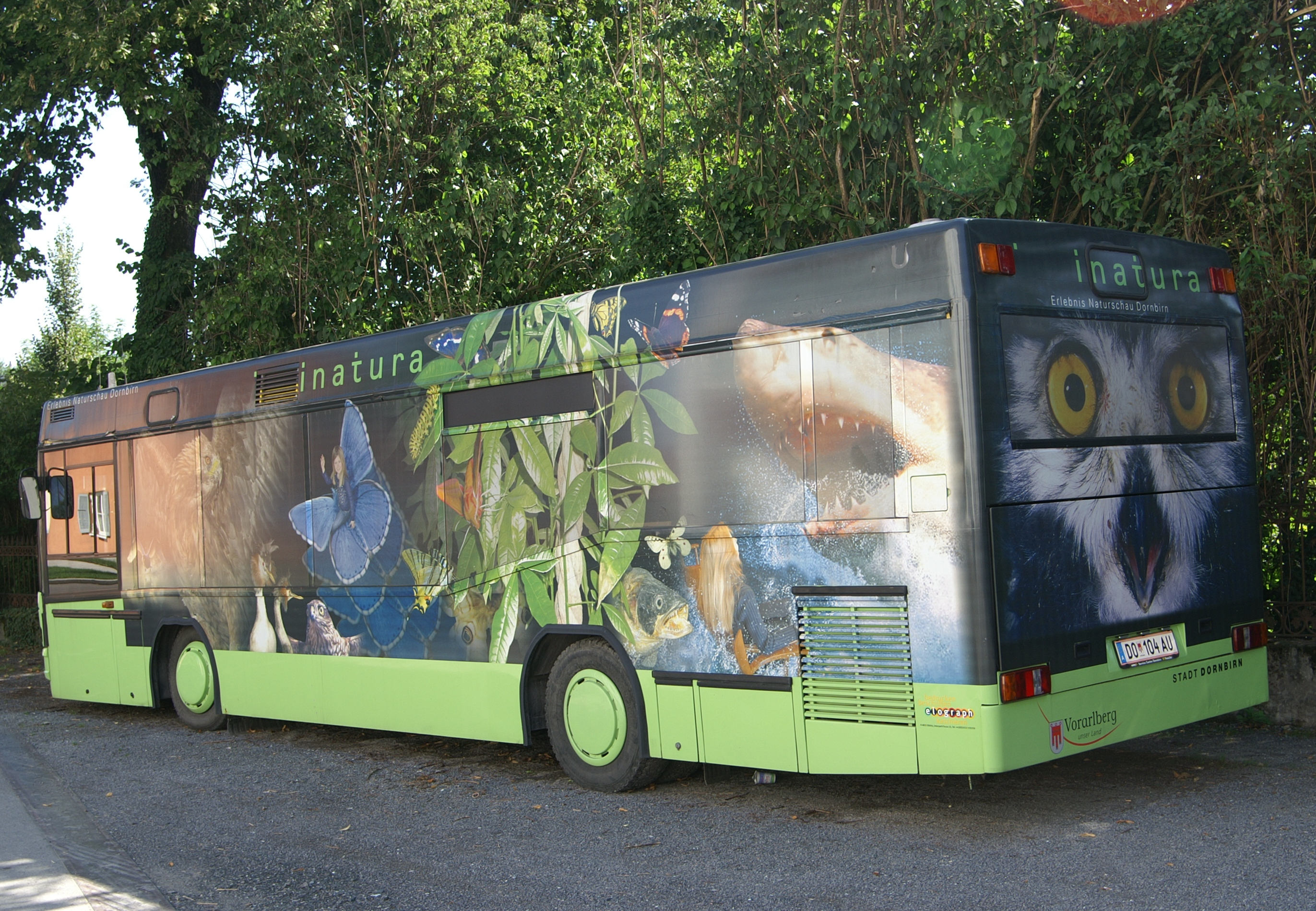
Inatura Bus